# Gabriel Giraud
Pour les articles homonymes, voir Giraud.
Gabriel Giraud dit Saint-Jean était un marchand acadien, probablement né en Bretagne vers la fin du XVIIe siècle ou au début du XVIIIe siècle. 

## Biographie
Gabriel Giraud est né en France.
Il disait lui-même être arrivé dans la région de Caraquet aux environs de 1710. Il s'est probablement établi à Caraquet en 1724 mais on sait qu'il vivait à Miramichi en 1727. Il était l'allié des Micmacs. Il s'établit de façon permanente au ruisseau à Isabelle, à la frontière actuelle entre Bas-Caraquet et Caraquet. Il devient ainsi le premier habitant permanent de Caraquet.
Gabriel Giraud se maria avec une Micmaque, probablement la veuve d'un certain Rousseau. Ils eurent deux enfants, Angélique, née en 1719 ou 1720, et Jean-Baptiste. Angélique se maria pour la première fois avec Joseph Bouthillier, avec qui elle eut cinq enfants : Angélique, Josephte, Agnès, René et Geneviève. En secondes noces, elle se maria avec Pierre Gallien. Ils eurent trois enfants dont deux seuls sont connus, soit Adrien et Françoise. Angélique décéda le 7 février 1805, à l'âge de 85 ans. Elle compte de nombreux descendants dans la région. Jean-Baptiste est surnommé le capitaine et épouse une Micmacque comme son père, du nom de Jeanette Anne. En 1767, Jean-Baptiste est agent à Caraquet au nom de Charles Robin, marchand de poisson. Jean-Baptiste meurt avant 1783. Il a toutefois un enfant recensé en 1783 mais qui meurt probablement en bas âge. Sa veuve, dite la « veuve Giroux », obtient une terre lors de la grande concession de 1784.
En 1757, d'autres colons, rescapés de la déportation des Acadiens, viennent s'établir à Caraquet, dont plusieurs près de chez lui. En 1760, il accueillit certains membres de l'équipage du Capitaine Saint-Simon, corsaires rescapés de la bataille de la Ristigouche. L'année d'après, une partie de ses compatriotes furent déportés lors du Raid de Roderick MacKenzie. Lui et sa famille furent probablement épargnés, n'étant pas Acadiens. En novembre, Giraud accueillit Gamaliel Smethurst, en fuite depuis Nipisiguit. Après avoir marchandé, il l'aida en lui donnant un canot et l'aide des Micmacs. Des gens retournèrent d'exil à partir de 1766.
On peut supposer que Gabriel était déjà mort avant 1766, car il n'y a pas d'actes de sépulture, et il ne fait pas partie de la liste des gens ayant obtenu une terre en 1784. Il se peut qu'il soit enterré dans un cimetière existant déjà à son arrivée au ruisseau à Isabelle. Au cours des années 1860, l'érosion du cimetière force l'exhumation des dépouilles, qui sont enterrées au nouveau cimetière paroissial ; l'un des tombes comprend un crucifix en or, que l'on croit appartenir à Gabriel Giraud.

## Parc

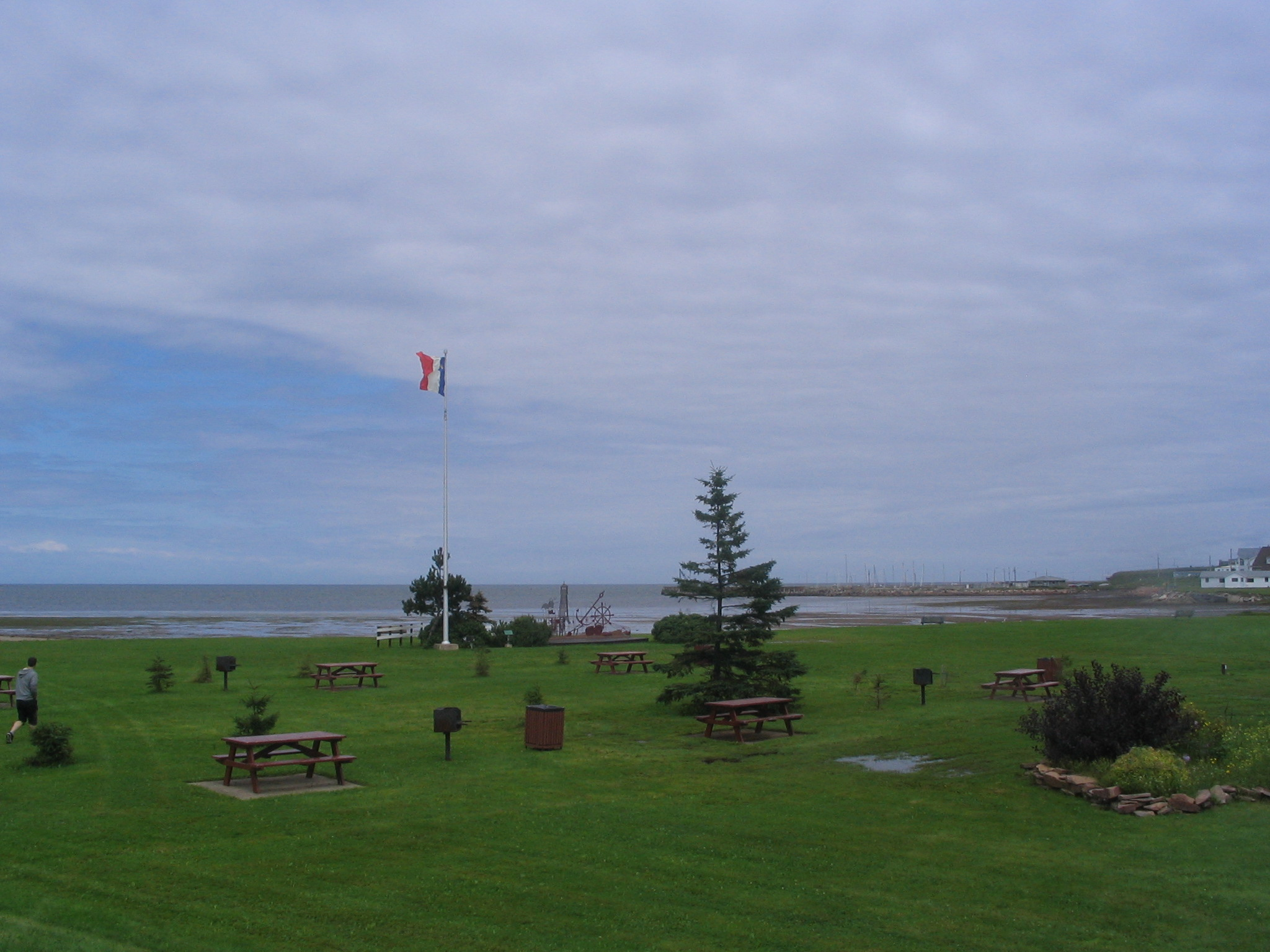
Le parc des Fondateurs.

Le parc des Fondateurs, situé à l'extrémité ouest de Bas-Caraquet, célèbre sa mémoire. C'est un site historique provincial depuis 1986. Il y a été probablement enterré. Une sculpture et une plaque ont été élevées en l'honneur de lui et des premiers colons s'étant établis sur le site.